# Lillehammer GP
A Lillehammer GP é uma corrida de ciclismo de estrada profissional de um dia que se realiza na Noruega, foi criada em 2018 e recebeu a categoria 1.2 dentro dos Circuitos Continentais da UCI fazendo parte do UCI Europe Tour.
A corrida faz parte de Uno-X Development Weekend, circuito que se realiza no final de agosto e inícios de setembro nas províncias de Hedmark e Oppland na Noruega e que compreende as corridas de Lillehammer GP, Hafjell GP e Gylne Gutuer.

## Palmarés
| Ano  | Vencedor                     | Segundo          | Terceiro               |           |
| ---- | ---------------------------- | ---------------- | ---------------------- | --------- |
| 2018 | Alexander Kamp               | Andreas Stokbro  | Cees Bol               |           |
| 2019 | Niklas Larsen                | Kristian Aasvold | Julian Mertens         |           |
| 2020 | Andreas Leknessund           | Torstein Træen   | Andreas Staune-Mittet  |           |
| 2021 | Idar Andersen                | Gianni Marchand  | Lucas Eriksson         |           |
| 2022 | Magnus Bak Klaris            | Josh Kench       | Torstein Træen         |           |
| 2023 | Christian Ingemann Lindquist | Johannes Kulset  | Eivind Broholt Fougner |           |
| 2024 | cancelado                    | cancelado        | cancelado              | cancelado |

## Palmarés por países
| País      | Vitórias |
| --------- | -------- |
| Dinamarca | 2        |
| Noruega   | 1        |